# Flagioletto (registro d'organo)
Con flagioletto ci si riferisce a un particolare registro dell'organo.

## Struttura
Si tratta di un registro ad anima aperto da 2' o da 1', costituito da canne solitamente in metallo, apparso per la prima volta all'inizio del XVI secolo per imitare il suono dell'omonimo strumento. È attestata anche la presenza, seppur molto rara, di flagioletti da 1' 1/3 e di flagioletti con canne in legno.
Il flagioletto ha un suono brillante e una intonazione morbida, adatta a essere suonata insieme ad altri registri di flauto. 